# Alvin and the Chipmunks (videogioco)
Alvin and the Chipmunks è un videogioco basato sul film Alvin Superstar. Il gioco è stato pubblicato il 4 dicembre 2007. Il giocatore segue i chipmunks mentre eseguono le loro performance dapprima in piccoli ambienti (tipo un ballo scolastico o un'esibizione in piazza) per poi passare a concerti più importanti ed arrivare alla fine al celebre "Rockathonapalooza".  La colonna sonora usata nel gioco comprende 40 famose canzoni, fra cui All the Small Things dei Blink-182, It's Tricky di Run-D.M.C., e Heartbreak Hotel di Elvis Presley. Il gameplay è molto simile a quello di altri giochi musicali, come Guitar Hero.